# Het Belang van Limburg
Het Belang van Limburg (L'importance - ou l'intérêt - du Limbourg) est un quotidien papier belge néerlandophone fondé en 1933 par Frans Theelen et tiré à 100 000 exemplaires.